# Megamastax
 (avril 2024).
Genre
Megamastax (qui signifie « grande gueule ») est un genre de poissons à nageoires charnues qui vivaient à la fin du Silurien, il y a environ 423 millions d'années dans ce qui est aujourd'hui la Chine. Avant la découverte de Megamastax, on pensait que les vertébrés à mâchoires (gnathostomes) étaient limités en taille et en variation avant la période Dévonienne. Megamastax n'est connu que par les os de la mâchoire et on estime qu'il atteignait environ un mètre de long.

## Découverte et dénomination
Des fossiles de Megamastax ont été découverts dans une couche de la formation Kuanti à Qujing, Yunnan, Chine. L'holotype de Megamastax amblyodus est IVPP V18499.1, une mandibule gauche complète. Deux spécimens supplémentaires, IVPP V18499.2 (une mandibule gauche partielle) et IVPP V18499.3 (un maxillaire droit) ont été attribués à cette espèce.
Le nom générique de Megamastax est du grec pour « grande gueule », dérivé de megalos (grande) et matax (bouche). Le nom de l'espèce, amblyodus, se traduit par « dent émoussée ».

## Description

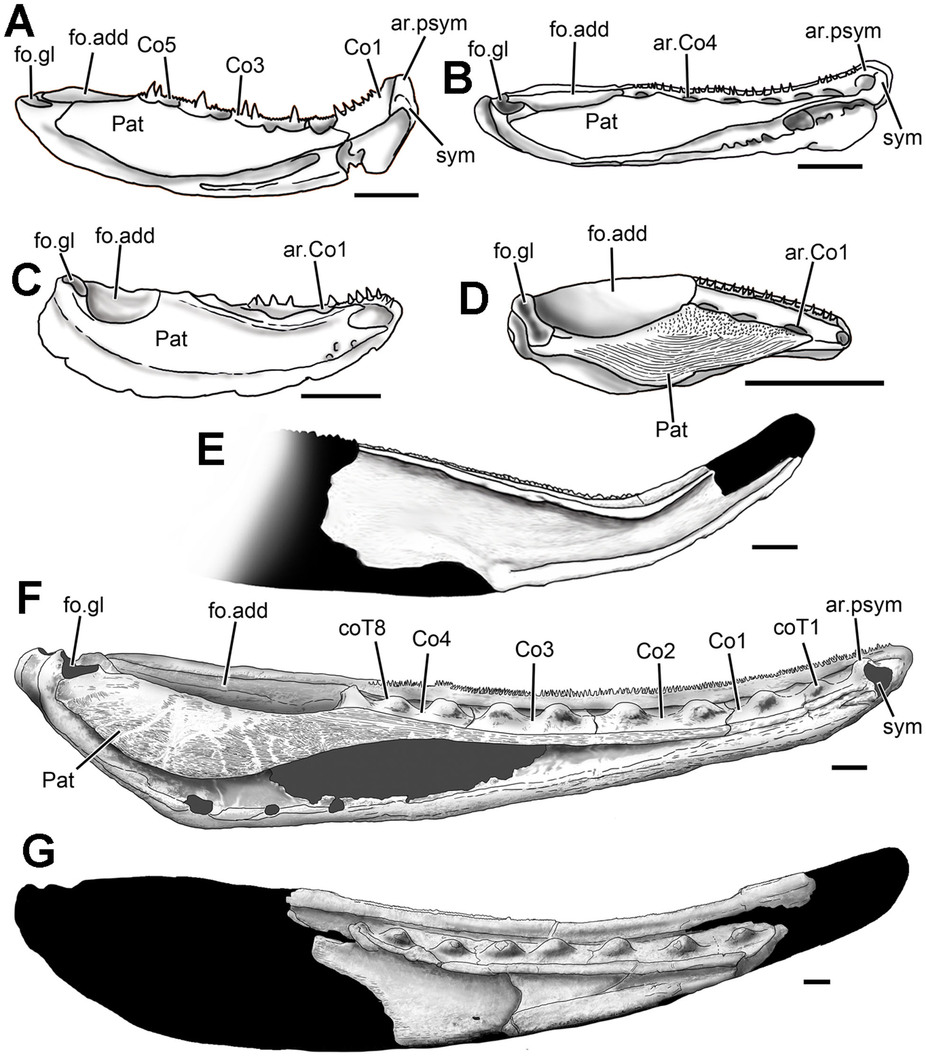
Les mâchoires inférieures de Megamastax (F, G) par rapport aux autres poissons à mâchoires du Silurien.

Bien que Megamastax puisse être considéré en toute évidence comme un sarcoptérygien (poisson à nageoires lobes) en raison de la présence de cosmine sur ses mâchoires, de plaques coronoïdes, d'un os préarticulaire et d'un glénoïde biconcave, il est unique parmi les premiers poissons à mâchoires pour sa structure de mâchoire et de dents. Bien que la plupart des premiers ostéichthyens n'aient qu'une seule rangée de dents marginales pointues le long du bord de la mâchoire, Megamastax a deux rangées de petites dents marginales. De plus, Megamastax possède une rangée unique de grandes dents émoussées fusionnées à quatre os coronoïdes sur le bord intérieur de chaque mandibule. Des genres similaires tels que Psarolepis et Guiyu ont des crocs acérés sur leurs cinq coronoïdes, tandis que les poroplépiformes et les tétrapodomorphes ont des dents en forme de défense et trois coronoïdes.
En utilisant les plans corporels des ostéichthyens du Dévonien comme guide, on peut estimer que les mandibules de Megamastax occupent entre un cinquième et un septième de la longueur totale du corps. Si cela est vrai, alors IVPP V18499.1 avait une longueur de 0,65 à 0,90 m et IVPP V18499.2 avait une longueur de 0,87 à 1,22 m. Compte-tenu de ces estimations élevées, Megamastax était le plus grand vertébré silurien connu.

## Paléobiologie

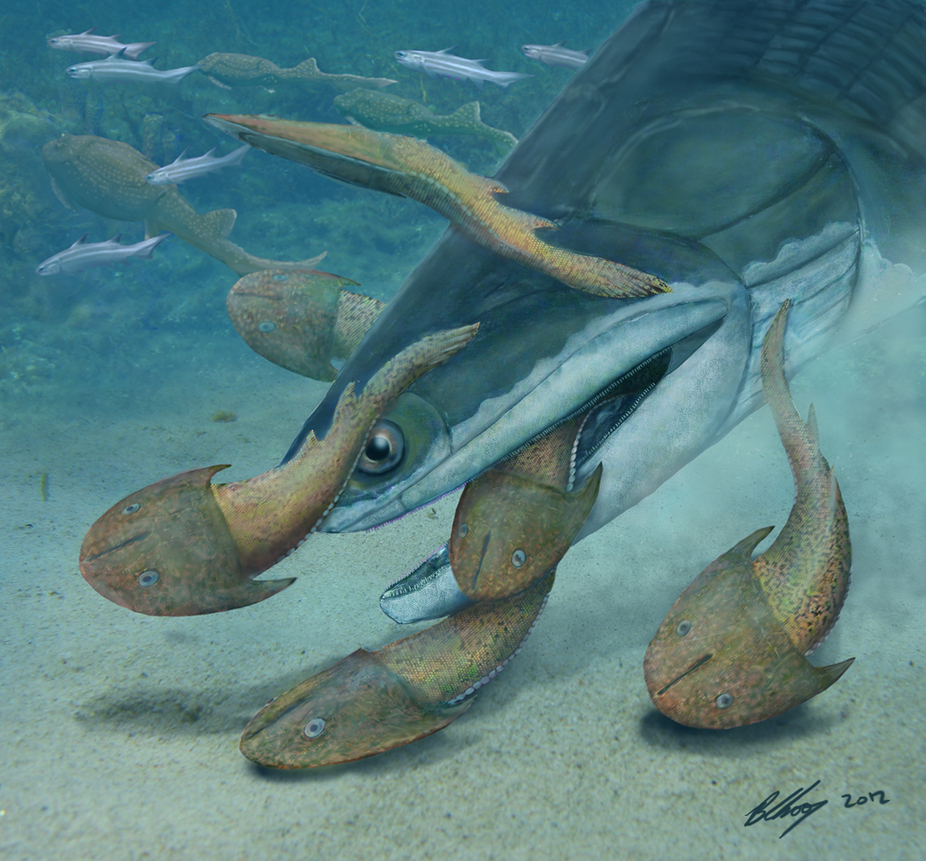
Reconstitution de Megamastax se nourrissant de Dunyu.

Avec des dents coronoïdes arrondies, Megamastax aurait pu se nourrir d'animaux à carapace dure. Les poissons existants dotés de dents écrasantes, comme le poisson loup à ocelles et les requins dormeurs, ont généralement de telles dents à l'avant de la mâchoire, distinctes des coronoïdes. Bien que Megamastax diffère de ces poissons par ses dents et ses coronoïdes qui s'étendent sur toute la longueur de la mâchoire, cela pourrait simplement être dû à une méthode différente de capture des proies. Alors que la faible taille corporelle des vertébrés du Silurien est traditionnellement considérée comme le résultat des faibles niveaux d'oxygène atmosphérique du Silurien (car les grands vertébrés sont sensibles à l'hypoxie), des analyses récentes ont montré que la vie végétale terrestre était plus bien établie au Silurien qu’on ne le pensait autrefois, fournissant une source d’oxygène jusqu’alors inconnue. De plus, de nouveaux modèles atmosphériques paléozoïques indiquent que les niveaux d’oxygène se situaient en réalité autour des niveaux modernes à la fin de la période silurienne. Bien qu'il ne soit pas certain que la grande taille de Megamastax soit le résultat de cette tendance atmosphérique, la présence d'un si gros poisson à cette période affaiblit l'argument selon lequel le manque de grands vertébrés du Silurien peut être utilisé comme preuve de faibles niveaux d'oxygène.

## Paléoécologie
Divers animaux à carapace dure étaient présents à la fin du Silurien en Chine, notamment des brachipodes, des mollusques, des trilobites et même des poissons cuirassés comme les placodermes et les galéaspides. En raison de sa grande taille et de son mode de vie prédateur, Megamastax pourrait être considéré comme le premier vertébré superprédateur.

## Classification
Le nom valide complet (avec auteur) de ce taxon est Megamastax Choo (d), Zhu, Zhao, Jia & Zhu, 2014.

## Publication originale
- (en) Brian Choo, Min Zhu, Wenjin Zhao, Liaotao Jia et You'an Zhu, « The largest Silurian vertebrate and its palaeoecological implications », Scientific Reports, Macmillan Publishers et NPG, vol. 4,‎ 12 juin 2014, p. 5242 (ISSN 2045-2322, OCLC 732869387, PMID 24921626, PMCID 4054400, DOI 10.1038/SREP05242, lire en ligne).